# Au café du canal
Au café du canal est un album hommage à Pierre Perret. Il est interprété par le collectif La Tribu de Pierre Perret, orchestré par le groupe Les Ogres de Barback qui en est à l'initiative.
Les Ogres de Barback ont eu l'idée de créer cet album hommage pour fêter en 15 titres les 60 ans de chansons de Pierre Perret. Les deux ont toujours été proches, les Ogres ayant été élevés au son des chansons de Perret. Les deux avaient déjà partagé des scènes lors de concerts. Le nom de l'album provient d'un titre de Pierre Perret que les Ogres ont repris depuis leur disque Fausses Notes et Repris de justesse en 2000.
Ont participé à cet album : François Morel, Olivia Ruiz, Mouss et Hakim, Tryo, Didier Wampas, Magyd Cherfi, Christian Olivier, Benoit Morel, Rosemary Standley, Idir, Massilia Sound System, Alexis HK, Loïc Lantoine, Féfé, Flavia Coelho, Danyel Waro, Eyo’nlé, Jidé Hoareau, René Lacaille et Lionel Suarez.
L'enregistrement du disque a donné lieu à un documentaire réalisé lors de l’enregistrement de l’album (effectué entre autres chez Pierre Perret) et à un concert-événement à Paris à la Salle Pleyel.
Pierre Perret a été touché par cet hommage :

« Je ne savais pas que tant de jeunes gens (et moins jeunes !) sans se connaitre forcément avaient ménagé pour moi une petite place tendrement privilégiée entre les deux ventricules de leur gros cœur. Ils ont choisi eux aussi de traverser la vie en vivant leur passion, tout comme moi. Je n’étais pas certain du tout qu’ils pouvaient chialer en même temps que moi, partager les mêmes colères et les mêmes éclats de rire… »

## Titres
| No  | Titre                                                                                  | Durée |
| --- | -------------------------------------------------------------------------------------- | ----- |
| 1.  | Ma p'tite Julia (Pierre Perret, François Morel & Lionel Suarez)                        | 03:20 |
| 2.  | Mimi la douce (Magyd Cherfi)                                                           | 02:41 |
| 3.  | Estelle (Tryo)                                                                         | 04:00 |
| 4.  | Je suis de Castelsarrasin (Olivia Ruiz, Mouss et Hakim & Lo Barrut)                    | 05:32 |
| 5.  | Lily (Féfé, Eyo'Nlé Brass Band & Lionel Suarez)                                        | 05:32 |
| 6.  | Ma nouvelle adresse (Loïc Lantoine & The Very Big Experimental Toubifri Orchestra)     | 04:10 |
| 7.  | L'oiseau dans l'allée (Danyèl Waro, Rosemary Standley & Jidé Hoareau)                  | 03:32 |
| 8.  | La vivouza (Christian Olivier & Benoit Morel)                                          | 03:56 |
| 9.  | La petite Kurde (Idir)                                                                 | 03:56 |
| 10. | Mon p'tit loup (Flavia Coelho & Eyo'Nlé Brass Band)                                    | 05:01 |
| 11. | Celui d'Alice (Alexis HK)                                                              | 03:42 |
| 12. | Tonton Cristobal (Massilia Sound System)                                               | 03:42 |
| 13. | Le zizi (Didier Wampas, François Morel & Lionel Suarez)                                | 04:14 |
| 14. | Fillette, le bonheur c'est toujours pour demain (Pierre Perret & Les Ogres de Barback) | 04:45 |
| 15. | Au café du canal (Pierre Perret, Les Ogres de Barback & Magyd Cherfi)                  | 03:42 |